# 튀르키예어의 계사
이곳에서는 튀르키예어에서의 계사의 활용에 대하여 다룬다. 터키어에서 계사는 ek-eylem [ec ˈejlem] 또는 ek-fiil [ec fiˈil]('접미동사')라고 부른다. 터키어는 교착성이 세기 때문에, 몇 가지 예외를 제외하면 계사는 접미사로 인식된다.

## 영계사
영계사(零繫辭, 영어: zero copula)는 헝가리어나 러시아어와 같이 3인칭에서 나타나는 규칙이다. 두 명사, 혹은 명사와 형용사가 병치되는 것으로써 어떠한 계사 없이 문장을 성립시킬 수 있다. 3인칭 복수의 경우, 복수접사 「-lar/-ler」를 통해 표현될 수 있다.
| Hakan yolcu.            | Hakan은 여행자이다.    |
| Deniz mavi.             | 바다는 파랗다.         |
| Kapılar ve camlar açık. | 문과 창문이 열려 있다. |
| Asansör bozuk.          | 승강기가 고장나 있다.  |
| İşçiler üzgün.          | 노동자들은 슬프다.     |

## 「olmak」와 「imek」
터키어에서는 규칙/조동사(olmak)로서의 「to be」와 계사(imek)로서의 「to be」가 대조된다.
조동사 「imek」(어간은 「i-」)는 오직 서술어의 접미사로서만 존재를 보인다. 그러한 서술어로는 명사, 형용사, 또는 간혹 어간활용이 존재하며, 터키어에서 유일하게 나타나는 불규칙 동사로 여겨지기도 한다.
「i-」 형태의 탈락은 「ol-」로 대치된다. 부정사 olmak이 그 예시이다. 이를테면, 부정사 *imek은 존재하지 않기 때문에, 고전 문헌에는 부정사 「ermek」이 나타난다. 어간 「er-」이 현재의 「i-」이 되었다.
「idir」와 이형태 「imek」은 진리양상을 표현한다. 따라서 이는 강조와 명확성이 요구될 때 사용된다. 「İdir」는 전접적이며, 접미사로서 쓰일 경우 「idir」와 같이 모음조화를 따른다. 따라서 「Ali asker idir」는 「Ali askerdir」가 된다. 다음 예시에서 강조된 낱말은 굵은 글씨로 표시했다.
|                            |                        |
| Abbas yolcudur.            | Abbas는 여행자이다.    |
| Deniz mavidir.             | 바다는 파랗다.         |
| Kapılar ve camlar açıktır. | 문과 창문이 열려 있다. |
| Asansör bozuktur.          | 승강기는 고장나 있다b. |
| İşçiler üzgündür.          | 노동자들은 슬프다.     |

## 부정계사
부정표현은 부정계사 「değil」을 통해 표현된다. 「değil」은 접미사로 쓰이지 않으며, 상황에 따라서 접미사가 따라붙을 수 있다.
|                                  |                              |
| Abbas yolcu değil.               | Abbas는 여행자가 아니다.     |
| Kapılar ve camlar açık değildir. | 문과 창문은 열려 있지 않다.  |
| Öğretmen değilim.                | 나는 선생님이 아니다.        |
| Mutlu değilmişiz.                | (아마) 우리는 행복하지 않다. |

## 인칭계사
활용동사 「imek」가 함축된 인청접사가 접미사로 붙는 것으로 완성된 문장을 만들 수 있다. 이러한 접미사는 인칭대명사와 문법적 인칭을 표현한다.
| Öğretmen-i-m.    | teacher-COPULA-1SG | 나는 선생님이다.                          |
| Öğretmen-si-n.   | teacher-COPULA-2SG | 너는 선생님이다.                          |
| Öğretmen.        | teacher            | 그는 선생님이다.                          |
| Öğretmen-i-z.    | teacher-COPULA-1PL | 우리는 선생님이다.                        |
| Öğretmen-si-niz. | teacher-COPULA-2PL | 너희는 선생님이다. / 당신은 선생님입니다. |
| Öğretmen-ler.    | teacher-PLURAL     | 그들은 선생님이다.                        |

## 과거형 계사
단정 과거시제는 「idi」로 표현된다. 「imek」으로 표현되기도 한다. 이는 전접적이며, 「idir」와 같이 모음조화를 따른다.
| Öğretmen-di-m   | teacher-ALETHIC-1SG    | (명백히) 나는 선생님이었다.                              |
| Öğretmen-di-n   | teacher-ALETHIC-2SG    | (명백히) 너는 선생님이었다.                              |
| Öğretmen-di     | teacher-ALETHIC        | (명백히) 그는 선생님이었다.                              |
| Öğretmen-di-k   | teacher-ALETHIC-1PL    | (명백히) 우리는 선생님이었다.                            |
| Öğretmen-di-niz | teacher-ALETHIC-2PL    | (명백히) 너희는 선생님이었다. / 당신은 선생님이었습니다. |
| Öğretmen-di-ler | teacher-ALETHIC-PLURAL | (명백히) 그들은 선생님이었다.                            |
추정 과거시제는 「imiş」로 표현된다. 이는 전접적이며, 「idir」와 같이 모음조화를 따른다.
| Öğretmen-miş-i-m    | teacher-INFER-COPULA-1SG | (듣기로는) 나는 선생님이었다.                                         |
| Öğretmen-miş-si-n   | teacher-INFER-COPULA-2SG | (듣기로는) 너는 선생님이었다.                                         |
| Öğretmen-miş        | teacher-INFER            | (듣기로는) 그는 선생님이었다.                                         |
| Öğretmen-miş-i-z    | teacher-INFER-COPULA-1PL | (듣기로는) 우리는 선생님이었다.                                       |
| Öğretmen-miş-si-niz | teacher-INFER-COPULA-2PL | (듣기로는) 너희는 선생님이었다. / (듣기로는) 당신은 선생님이었습니다. |
| Öğretmen-ler-miş    | teacher-PLURAL-INFER     | (듣기로는) 그들은 선생님이었다.                                       |

## 조건계사
조건적(가설적)인 분위기는 「ise」로 표현된다. 이는 전접적이며, 「idir」와 같이 모음조화를 따른다.
| Öğretmen-se-m   | teacher-COND-1SG    | 내가 선생님이라면                         |
| Öğretmen-se-n   | teacher-COND-2SG    | 너가 선생님이라면                         |
| Öğretmen-se     | teacher-COND        | 그가 선생님이라면                         |
| Öğretmen-se-k   | teacher-COND-1PL    | 우리가 선생님이라면                       |
| Öğretmen-se-niz | teacher-COND-2PL    | 너희가 선생님이라면 \ 당신이 선생님이라면 |
| Öğretmen-ler-se | teacher-PLURAL-COND | 그들이 선생님이라면                       |